# قرش المنشار
القرش المنشار (بالإنجليزية: sawshark)‏، هو عضو في رتبة القرش يحمل منبرًا فريدًا طويلًا يشبه المنشار (خطم أو منقار) ذو أسنان حادة يستخدمونها لقطع وتعطيل فرائسهم. توجد ثمانية أنواع داخل أنواع (بريستيوفورسافورمز)، بما في ذلك القرش الطويل أو المنشار الشائع، منشار الأنف القصير، المنشار الياباني، منشار الباهاما، منشار السداسي، ومنشار لانا، وقرش المنشار الاستوائي.